# Calliostoma pulchrum
Calliostoma pulchrum är en snäckart som först beskrevs av C. B. Adams 1850.  Calliostoma pulchrum ingår i släktet Calliostoma och familjen Calliostomatidae. Inga underarter finns listade i Catalogue of Life.